# ジャクソンビル国際空港
ジャクソンビル国際空港（英: Jacksonville International Airport）は、アメリカ合衆国フロリダ州ジャクソンビル北郊約17kmに位置する空港。

## 概要
1968年、小規模な市営空港の代わりとして開業した。敷地面積は3201haあり将来の拡張にも十分な土地が確保された。旅客ターミナルは3本のコンコースが連結する構造になっていた。
2005年、老朽化のためターミナル本体が建て替えられた。2009年にはコンコースAとCが建て替えられた。コンコースBも解体されたものの、旅客の増加がないため建設は無期限で延期されている。

## 就航路線
| 航空会社                   | 就航地 |
| -------------------------- | --- |
| アメリカン航空             | シャーロット、ダラス、マイアミ |
| アメリカン・イーグル       | オースチン、シカゴ/オヘア、シャーロット、マイアミ、フィラデルフィア、ワシントン/ナショナル                                                 |
| デルタ航空                 | アトランタ、 季節：ミネアポリス |
| デルタ・コネクション       | ボストン、NY/JFK、NYラガーディア |
| ユナイテッド航空           | シカゴ/オヘア、デンバー、ヒューストン、ニューアーク、ワシントン/ダレス                                                                     |
| ユナイテッド・エクスプレス | シカゴ/オヘア、デンバー、ヒューストン、ニューアーク、ダレス                                                                                |
| サウスウエスト航空         | アトランタ、ボルチモア、シカゴ/ミッドウェー、ダラス/ラブ、デンバー、ヒューストン/ホビー、ナッシュビル、セントルイス、ワシントン/ナショナル |
| ジェットブルー航空         | ボストン、フォートローダーデール、ロサンゼルス、ニューアーク、NY/JFK、NY/ラガーディア                                                      |
| アレジアント航空           | シンシナティ、インディアナポリス、ナッシュビル、ノーフォーク、ピッツバーグ、ワシントン/ダレス                                              |
| フロンティア航空           | フィラデルフィア、サンファン、 季節：デンバー、トレントン                                                                                  |
| シルバー・エアウェイズ     | フォートローダーデール、グリーンビル、ニューオーリンズ、タンパ                                                                             |
| サンカントリー航空         | 季節：ミネアポリス |